# Grb Občine Dobrovnik
Grb Občine Dobrovnik  je navpično razdeljen na tri polja: plavo, srebrno in zeleno, čez vse pa se raztezajo trije zlati hribi nad zlato črto. Motiv treh hribov se pojavlja že na pečatu iz leta 1280. in predstavlja tri dobrovniške hribe, širše pa pomeni troje goric v treh naseljih v občini. Vodovodna črta pod tremi hribi predstavlja ravnino oz. polja, ki ležijo ob vznožju hribov. 												
V spodnjem delu grba je navzdol obrnjeni cvet močvirskega tulipana (Fritillaria meleagris). Izbrane (po dve) barve predstavljajo Slovence in Madžare, ki živijo v občini. Močvirski tulipan predstavlja zaščiteno rastlino, ki raste na območju občine. Trije cvetni listi simbolizirajo sožitje prebivalcev treh naselij v občini, dve barvi njenega cveta pa sožitje dveh narodov (Slovencev in Madžarov), ki živita na območju občine.
Grb so začeli uporabljati 07. oktobra 2002.